# Centre d'infection et d'immunité de Lille
Le Centre d'infection et d'immunité de Lille (CIIL) est un laboratoire public, spécialisé dans l'étude des maladies infectieuses microbiennes ou parasitaires.

## Équipe
Issu d’un partenariat entre l’Institut Pasteur de Lille, la COMUE Lille Nord de France, le CNRS et l’Inserm, le CIIL a été inauguré le 22 février 2010 au sein de l’Institut Pasteur de Lille. Il réunit 11 équipes de recherche composées d'environ 200 chercheurs d'horizons divers : épidémiologie moléculaire, virologie, bactériologie, parasitologie moléculaires et cellulaires... 

## Programme de recherche
Le programme de recherche du centre comprend notamment l'étude de l'hépatite C, de la tuberculose, du paludisme, des infections respiratoires et intestinales, des maladies parasitaires comme le paludisme et la toxoplasmose et des maladies bactériennes, comme la peste.

## Gouvernance
La gouvernance du centre comprend :
- un directeur général et un directeur adjoint ;
- un comité de direction, qui réunit notamment l’ensemble des chefs d’équipes ;
- un conseil scientifique composée de sept personnalités scientifiques françaises et étrangères ;
- un conseil de laboratoire consultatif.